# Xestocephalus fucatus
Xestocephalus fucatus är en insektsart som beskrevs av Evans 1954. Xestocephalus fucatus ingår i släktet Xestocephalus och familjen dvärgstritar. Inga underarter finns listade i Catalogue of Life.